# Make Up (Hyomin)
Make Up è il primo EP della cantante sudcoreana Hyomin, pubblicato nel 2014 dall'etichetta discografica Core Contents Media insieme a KT Music.

## Il disco
Il 2 aprile 2014 fu rivelato il debutto di Hyomin come solista. La Core Contents Media dichiarò che lo stile da solista di Hyomin sarebbe stato l'opposto di quello sexy e moderno utilizzato da Jiyeon. La stessa Hyomin prese parte alle decisioni nella scelta della coreografia, nel concept del video musicale e sul design degli abiti. Scrisse inoltre "Overcome", uno dei brani contenuti nel disco. Inizialmente l'EP sarebbe dovuto uscire a maggio, ma a causa del naufragio del Sewol del 16 aprile 2014, fu posticipato al 2 luglio; successivamente, però, si decise di pubblicarlo due giorni prima, il 30 giugno.
Il 29 maggio fu pubblicata una foto teaser, rivelando maggiori dettagli il 2 giugno con una nuova foto teaser e il titolo del EP. L'11 giugno fu diffusa una seconda foto con un video teaser e fu rivelata la partecipazione del rapper LOCO; in alcune performance live, LOCO fu sostituito da Sungmin degli SPEED. Tra il 16 e 24 giugno furono pubblicate altre foto teaser, mentre il 25 giugno vennero diffusi un video teaser 15+ e due 19+ per la title track. Il 30 giugno, con l'uscita dell'EP completo, furono pubblicate la versione normale e la versione dance del video musicale della title track. Il brano "Nice Body" fu utilizzato come traccia promozionale nelle sue performance nei programmi M! Countdown, Music Bank, Show! Music Core e Inkigayo.

## Tracce
1. Nice Body (feat. LOCO) – 3:28 (testo: Brave Brothers – musica: Brave Brothers, Elephant Kingdom)
2. Fake It (척했어) – 3:09 (testo: Brave Brothers, Chakun – musica: Brave Brothers, Star Wars)
3. Overcome (담 (談,膽)) – 4:04 (Hyomin)
4. Nice Body (Inst.) (feat. LOCO) – 3:28 (testo: Brave Brothers – musica: Brave Brothers, Elephant Kingdom)
5. Fake It (척했어) (Inst.) – 3:09 (testo: Chakun, Brave Brothers – musica: Brave Brothers, Star Wars)

Durata totale: 17:18

## Certificazioni
Corea del Sud
(vendite: 8 868+)